# Championnat de Russie féminin de football 2019
Navigation
Édition précédente Édition suivante
La saison 2019 du Championnat de Russie féminin de football est la vingt-huitième saison du championnat. Le Riazan VDV, vainqueur de l'édition précédente, remet son titre en jeu. 
Le CSKA Moscou remporte son premier titre de champion de Russie.

## Organisation

### Équipes participantes
Ce tableau présente les huit équipes qualifiées pour disputer le championnat. 
Légende des couleurs
- Seizièmes de finale de la Ligue des champions féminine 2019-2020
- Promu de deuxième division

| Club                 | Classement 2018 | Stade             | Capacité | Ville       |
| -------------------- | --------------- | ----------------- | -------- | ----------- |
| Riazan VDV           | 1er             | Stade Spartak     | 6 000    | Riazan      |
| Tchertanovo Moscou   | 2e              | Arena Tchertanovo | 490      | Moscou      |
| Zvezda 2005          | 3e              | Stade Zvezda      | 17 000   | Perm        |
| CSKA Moscou          | 4e              | Stade Oktyabr     | 5 083    | Moscou      |
| Kubanochka Krasnodar | 5e              | Stade Trud        | 3 000    | Krasnodar   |
| Lokomotiv Moscou     | 6e              | Sapsan Arena      | 10 000   | Moscou      |
| Ienisseï Krasnoïarsk | 7e              | Arena Ienisseï    | 3 000    | Krasnoïarsk |
| Torpedo Ijevsk       | 8e              | Stade Kupol       | 5 000    | Ijevsk      |

## Compétition

### Classement
| Rang | Équipe               | Pts | J  | G  | N | P  | Bp | Bc | Diff |
| ---- | -------------------- | --- | -- | -- | - | -- | -- | -- | ---- |
| 1    | CSKA Moscou          | 56  | 21 | 18 | 2 | 1  | 52 | 8  | +44  |
| 2    | Lokomotiv Moscou     | 44  | 21 | 14 | 2 | 5  | 52 | 12 | +40  |
| 3    | Kubanochka Krasnodar | 35  | 21 | 10 | 5 | 6  | 22 | 22 | 0    |
| 4    | Zvezda 2005 C        | 31  | 21 | 9  | 4 | 8  | 31 | 20 | +11  |
| 5    | Riazan VDV T         | 31  | 21 | 8  | 7 | 6  | 25 | 20 | +5   |
| 6    | Tchertanovo Moscou   | 20  | 21 | 5  | 5 | 11 | 25 | 37 | -12  |
| 7    | Ienisseï Krasnoïarsk | 12  | 21 | 3  | 3 | 15 | 16 | 44 | -28  |
| 8    | Torpedo Ijevsk       | 7   | 21 | 1  | 4 | 16 | 8  | 66 | -58  |

| Légende : Qualifications et relégations | Légende : Qualifications et relégations                                |
| --------------------------------------- | ---------------------------------------------------------------------- |
|                                         | Ligue des champions féminine 2020-2021                                 |
|                                         | T : Tenant du titre P : Promu C : Vainqueur de la Coupe de Russie 2019 |

## Bilan de la saison
| Championnat de Russie féminin de football 2019        |                         |
| Champion                                              | CSKA Moscou (1er titre) |
| Dauphin                                               | Lokomotiv Moscou        |
| Coupes et trophées                                    |                         |
| Vainqueur de la Coupe de Russie 2019                  | Zvezda 2005             |
| Qualifications continentales                          |                         |
| Ligue des champions féminine de l'UEFA 2020-2021      | CSKA Moscou             |
| Promotions et relégations                             |                         |
| Promus en Championnat de Russie féminin de football   | Aucun                   |
| Relégués en Championnat de Russie féminin de football | Aucun                   |